# Aarón Gamal
Aarón Gamal Aguirre Fimbres (* 8. Januar 1961 in Suaqui Grande, Sonora; † 16. März 2021) war ein mexikanischer Fußballspieler auf der Position eines Verteidigers.

## Laufbahn
Aarón Gamal wuchs in Hermosillo, der Hauptstadt des Bundesstaates Sonora, auf und begeisterte sich früh für diverse Sportarten. Er spielte Basketball und Volleyball, besonders gerne aber Baseball, eine im Norden Mexikos sehr populäre Sportart. Bald begann sich seine Sportbegeisterung auch für den Fußball zu entwickeln und in der Saison 1980/81 unterschrieb er einen Profivertrag beim CD Coyotes Neza, wodurch er der erste Bewohner der Stadt Hermosillo wurde, der in der Primera División spielte.
Während seiner Zeit bei den Coyotes, bei denen er bis zur Saison 1985/86 unter Vertrag stand, spielte er sowohl für die mexikanische Juniorennationalmannschaft, mit der an der 1981 an der Junioren-Fußballweltmeisterschaft teilnahm, als auch für die A-Nationalmannschaft, für die er in zwei Testspielen zum Einsatz kam: am 17. Oktober 1984 beim 2:1-Sieg gegen die Vereinigten Staaten im Estadio Neza und am 6. Februar 1985 bei der 1:2-Niederlage gegen die Schweiz im Estadio La Corregidora.
Nach seinem mehr als fünfjährigen Aufenthalt bei den Coyotes wechselte Gamal nach Puebla, wo er jeweils eine Spielzeit bei den Ángeles (1986/87) und beim Puebla FC verbrachte, mit dem er in der Saison 1987/88 den mexikanischen Pokalwettbewerb gewann.
Anschließend wechselte Gamal zu den UANL Tigres, mit denen er in der Saison 1989/90 noch einmal das Pokalfinale erreichte und dort ausgerechnet auf seinen vorherigen Verein Puebla FC traf. Obwohl die Tigres das Hinspiel in ihrem Estadio Universitario mit 2:0 gewannen, mussten sie nach der 1:4-Niederlage im Rückspiel den Pokalsieg dem Puebla FC überlassen.
Nach einer Verletzung, die er während der Saison 1991/92 erlitt, beendete er seine aktive Laufbahn und wechselte in den Trainierstab der Tigres. Bis zu seinem Tod war er Inhaber eines Sportgeschäftes und engagierte sich politisch in der Partei Partido Nueva Alianza.

## Erfolge
- Mexikanischer Pokalsieger: 1988